# Mamerto Hilario
Mamerto Hilario (Pasig, 11 mei 1894 – 9 februari 1983) was een Filipijns schrijver in het Tagalog.

## Biografie
Mamerto Hilario werd geboren op 11 mei 1894 in Pasig. Hij was het tweede kind van Luis Hilario en Baldomera Alcantara. Hilario behaalde in 1908 een Bachelor of Arts-diploma en studeerde daarna rechten aan de Escuela de Derecho in Manilla. Deze opleiding maakte hij echter niet af.
Hij begon zijn carrière in 1911 bij de krant La Decmocracia, waar hij een column schreef voor de Tagalog sectie. Ook schreef hij proza en poëzie voor de krant onder verschillende pseudoniemen. Van 1912-1913 schreef Hilario voor het weekblad Liwayway. Ook was hij van 1911 tot 1914 aangesloten bij een groep schrijvers. In dit verband schreef hij diverse korte verhalen en enkele romans zoals Pag-ibig at Kamatayan (1912), Hiwagang Pagibig (1912) en Luha ng Babae (1913)
Hilario was van 1916 tot 1918 lid van de gemeenteraad van Pasig.
Hilario overleed in 1983 op 88-jarige leeftijd. Hij was getrouwd met Guadelupe Ubaldo en kreeg met haar 11 kinderen.